# Landtagswahl in Kärnten 2023
- SPÖ: 15
- ÖVP: 7
- TK: 5
- FPÖ: 9

- Regierung: 22
- Opposition: 14

Die Landtagswahl in Kärnten 2023 fand am 5. März 2023 statt.
Stimmenstärkste Partei wurde die SPÖ von Landeshauptmann Peter Kaiser, sie verlor im Vergleich zur Wahl 2018 jedoch deutlich (minus 9 Prozentpunkte). Die FPÖ und die ÖVP erzielten leichte Gewinne und wurden erneut zweit- bzw. drittstärkste Partei. Das Team Kärnten konnte seinen Stimmenanteil fast verdoppeln und war der größte Gewinner der Wahl. Die Grünen und die NEOS verpassten den Einzug trotz leichter Zugewinne weiterhin.

## Ausgangslage
Bei der Landtagswahl 2018 war die SPÖ mit 47,94 % deutlich stärkste Partei geworden. Ebenso in den Landtag zogen die FPÖ mit 22,96 %, die ÖVP mit 15,45 % sowie das Team Kärnten mit 5,64 %. Die Grünen, das Bündnis Zukunft Österreich, die Neos, sowie Verantwortung Erde schafften den Einzug nicht. Im Juni 2017 wurde in Kärnten der Proporz abgeschafft, in der Folge wurde in der Landesregierung Kaiser II eine Koalition zwischen der SPÖ und der ÖVP geschlossen.
Aus den Gemeinderats- und Bürgermeisterwahlen in Kärnten 2021 war vor allem das kleine Team Kärnten als relativer Gewinner hervorgegangen, insbesondere konnten Kandidaten der Partei sich bei Bürgermeister-Stichwahlen in der Bezirksstadt Spittal an der Drau und der Landeshauptstadt Klagenfurt gegen die bisherigen Amtsinhaber (beide SPÖ) durchsetzen. Die SPÖ stellte dennoch die überwiegende Mehrheit der Bürgermeister im Land. Die ÖVP konnte leicht dazugewinnen (insbesondere das Bürgermeisteramt in Hermagor), die FPÖ musste nach parteiinternen Konflikten Verluste hinnehmen, Grüne und Neos stagnierten (abseits lokaler Erfolge) auf niedrigem Niveau.
Von Bedeutung über Kärnten hinaus war die Wahl für die SPÖ, die sich von einem weiteren Erfolg in Kärnten einen positiven Impuls für die Bundespolitik erhoffte. Verluste von Landeshauptmann Peter Kaiser konnten auch die Position der Bundesparteivorsitzenden Pamela Rendi-Wagner gegenüber Hans Peter Doskozil schwächen, ihrem häufigen Kritiker und potentiellen Konkurrenten als Spitzenkandidat für die nächste Nationalratswahl.

## Wahlrecht

Landtagswahlkreise

Wahlberechtigt war, wer am Stichtag 3. Jänner 2023 einen Hauptwohnsitz in Kärnten und eine österreichische Staatsbürgerschaft besaß und am Wahltag mindestens 16 Jahre alt war.
Für die Wahl zum  Kärntner Landtag, der 36 Mitglieder hat, ist das Land in folgende Wahlkreise eingeteilt:
- Wahlkreis 1: Klagenfurt und Bezirk Klagenfurt-Land (10 Sitze)
- Wahlkreis 2: Bezirke Sankt Veit an der Glan, Völkermarkt und Wolfsberg (10 Sitze)
- Wahlkreis 3: Villach und Bezirk Villach-Land (8 Sitze)
- Wahlkreis 4: Bezirke Feldkirchen, Hermagor und Spittal an der Drau (8 Sitze)

Die Parteien konnten in jedem Wahlkreis einen Kreiswahlvorschlag einreichen, eine Liste mit höchstens doppelt so vielen Kandidaten, wie Sitze im Wahlkreis zu vergeben sind. Parteien benötigten 100 Unterstützungserklärungen von Wahlberechtigten aus dem Wahlkreis oder Unterstützungserklärungen von drei Landtagsabgeordneten, um zur Wahl zugelassen zu werden. Die Frist zur Vorlage der Unterstützungserklärungen endete am 27. Jänner. Parteien mit mindestens einem gültigen Kreiswahlvorschlag konnten für das Land einen Verbandswahlvorschlag einreichen, der nur Bewerber aus einem ihrer Kreiswahlvorschläge enthalten durfte.
Die Wähler wählen eine Partei und können außerdem bis zu drei Bewerbern der gewählten Parteiliste eine Vorzugsstimme geben.
In jedem Wahlkreis wird die Wahlzahl berechnet, indem die Gesamtzahl der gültigen Stimmen durch die Zahl der Sitze des Wahlkreises geteilt wird (erstes Ermittlungsverfahren). Für jede volle Wahlzahl erhalten die Parteien jeweils einen Sitz. Die Sitze werden in den Bewerbern der Partei mit den meisten Stimmen zugeteilt, sofern ihre Stimmenzahl mindestens ein Drittel der Wahlzahl beträgt. Erreichen weniger Bewerber ein Drittel der Wahlzahl, als der Partei Sitze zustehen, werden die restlichen Sitze den übrigen Bewerbern nach der Reihenfolge im Kreiswahlvorschlag zugeteilt.
Die Sitze, in den Wahlkreisen, nicht vergeben wurden (Restmandate), werden im zweiten Ermittlungsverfahren auf Landesebene verteilt. Dabei nehmen nur Parteien mit gültigem Verbandswahlvorschlag teil, die mindestens einen Sitz in einem Wahlkreis oder 5 % der gültigen Stimmen im Land erzielt haben. Für jede Partei werden die Stimmen aus den einzelnen Wahlkreisen addiert, die nicht zur Zuteilung eines zusätzlichen Sitzes im Wahlkreis ausgereicht haben (Reststimmen). Die Restmandate werden auf Basis der Reststimmen proportional nach dem D’Hondt-Verfahren verteilt. Die Restmandate besetzen die Bewerber im Verbandswahlvorschlag in der dort festgelegten Reihenfolge. Ist ein Bewerber sowohl im Kreis- als auch im Verbandswahlvorschlag gewählt, muss er entscheiden, welches Mandat er annimmt.

## Wahlwerbende Parteien und Spitzenkandidaten
Die Kandidatur der im Landtag vertretenen Parteien SPÖ, FPÖ, ÖVP und Team Kärnten war von Anfang an gesichert. Aufgrund ihres Ausscheidens aus dem Landtag bei der Wahl 2018 mussten die Grünen Unterstützungserklärungen sammeln, um zur Wahl zugelassen zu werden. Selbiges galt für die NEOS, die noch nie im Kärntner Landtag vertreten waren. Um Unterstützungserklärungen bemühte sich auch die neue Partei Vision Österreich. Diese wurde von Alexander Todor-Kostic, ehemals Landessprecher und designierter Spitzenkandidat der MFG, gegründet. Das BZÖ kandidierte gemeinsam mit anderen Listen als Teil der Freien Bürgerpartei unter dem Namen Bündnis für Kärnten. Die Ankündigung der Kandidatur war von einem seit 2019 schwelenden parteiinternen Konflikt begleitet. Die Villacher Kleinpartei Verantwortung Erde, die 2018 einen Achtungserfolg erzielt hatte, kandidierte 2023 nicht.
Nur in einigen Wahlkreisen genug Stimmen sammeln konnten die KPÖ und die Liste Stark. Somit gab die Landeswahlbehörde am 27. Jänner 2023 bekannt, dass für die Landtagswahl am 5. März 2023 fristgerecht Wahlvorschläge von zehn wahlwerbenden Gruppierungen eingebracht worden waren.
Antritt in allen vier Wahlkreisen:
- Peter Kaiser – Sozialdemokratische Partei Österreichs (Kurzbezeichnung: SPÖ) mit Spitzenkandidat Peter Kaiser (Landeshauptmann, SPÖ-Landesparteivorsitzender).
- Die Freiheitlichen in Kärnten (Kurzbezeichnung: FPÖ) mit Spitzenkandidat Erwin Angerer (Nationalratsabgeordneter, FPÖ-Landesparteiobmann).
- Martin Gruber – Kärntner Volkspartei (Kurzbezeichnung: ÖVP) mit Spitzenkandidat Martin Gruber (Landesrat, ÖVP-Landesparteiobmann).
- Gerhard Köfer – Team Kärnten (Kurzbezeichnung: KÖFER) mit Spitzenkandidat Gerhard Köfer (Landtagsabgeordneter, Team Kärnten-Landesparteiobmann).
- Die Grünen Kärnten (Kurzbezeichnung: GRÜNE) mit Spitzenkandidatin Olga Voglauer (Nationalratsabgeordnete, Landessprecherin der Grünen).
- Neos – für Freiheit, Fortschritt und Gerechtigkeit (Kurzbezeichnung: NEOS) mit Spitzenkandidat Janos Juvan (Unternehmer, Gemeinderat in Klagenfurt, Neos-Landessprecher).
- Vision Österreich – Landespartei Kärnten (Kurzbezeichnung: VÖ) mit Spitzenkandidat Alexander Todor-Kostic. (Rechtsanwalt, Vision Österreich-Bundesparteisprecher).
- Bündnis für Kärnten  – (Kurzbezeichnung: BFK) Wählerbündnis aus Bündnis Zukunft Österreich, Gemeinsam für Fresach, Eine Gute Option, Freistaat Kärnten & Liste Jörg mit Spitzenkandidaten Karlheinz Klement (BZÖ-Generalsekretär).

Antritt nur in den Wahlkreisen 1 und 2 (Klagenfurt, Klagenfurt-Land, St. Veit Wolfsberg, Völkermarkt):
- Liste Stark (Kurzbezeichnung: STARK) mit Spitzenkandidat Johann Ehmann.

Antritt nur im Wahlkreis 3 (Villach, Villach-Land):
- Kommunistische Partei Österreichs – Kärnten/Koroška (Kurzbezeichnung: KPÖ) mit Spitzenkandidatin Karin Peuker.

Nach Überprüfung der Wahlvorschläge wurden sie am Donnerstag, dem 2. Februar 2023, durch die Landeswahlbehörde endgültig beschlossen.

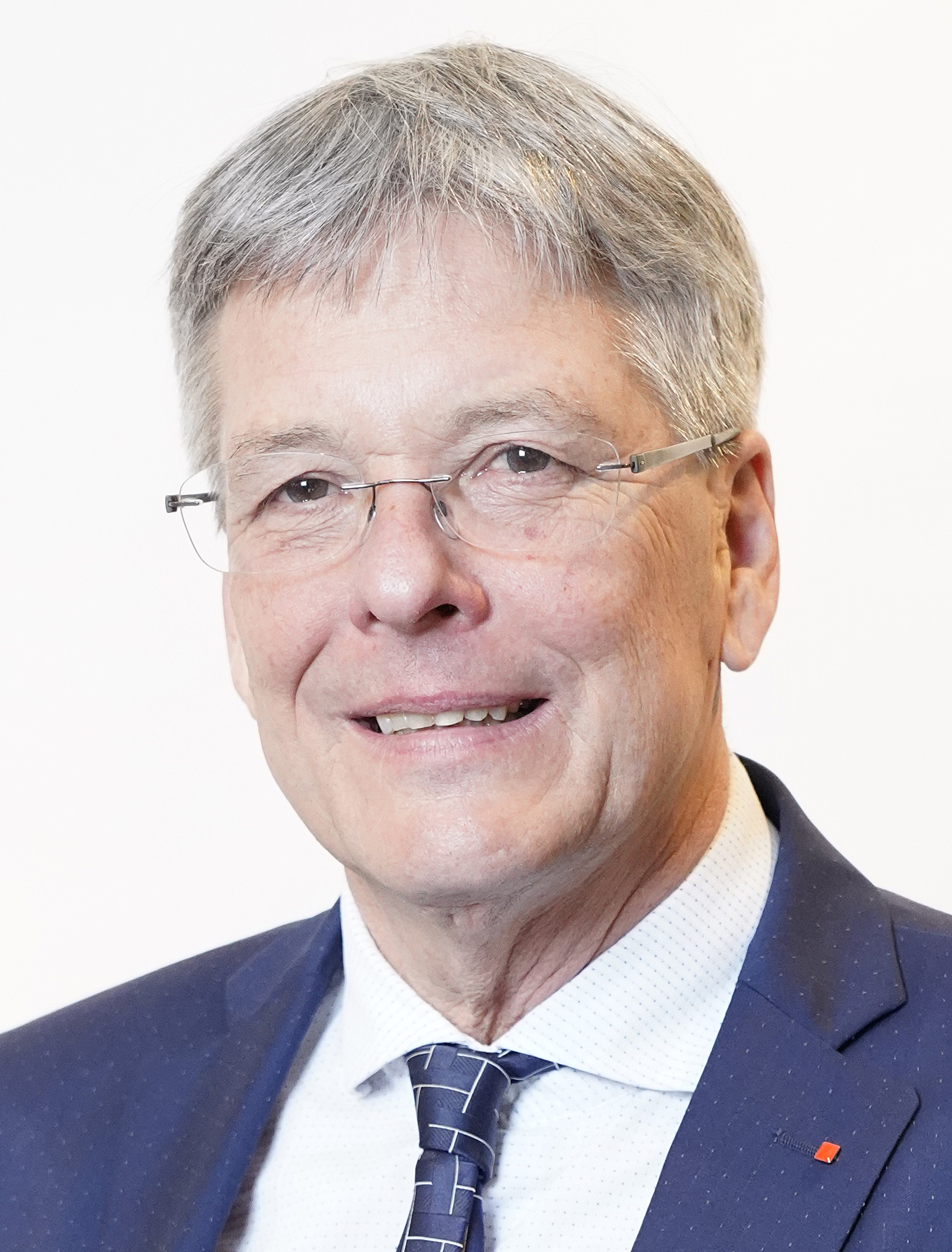
Peter Kaiser (SPÖ)
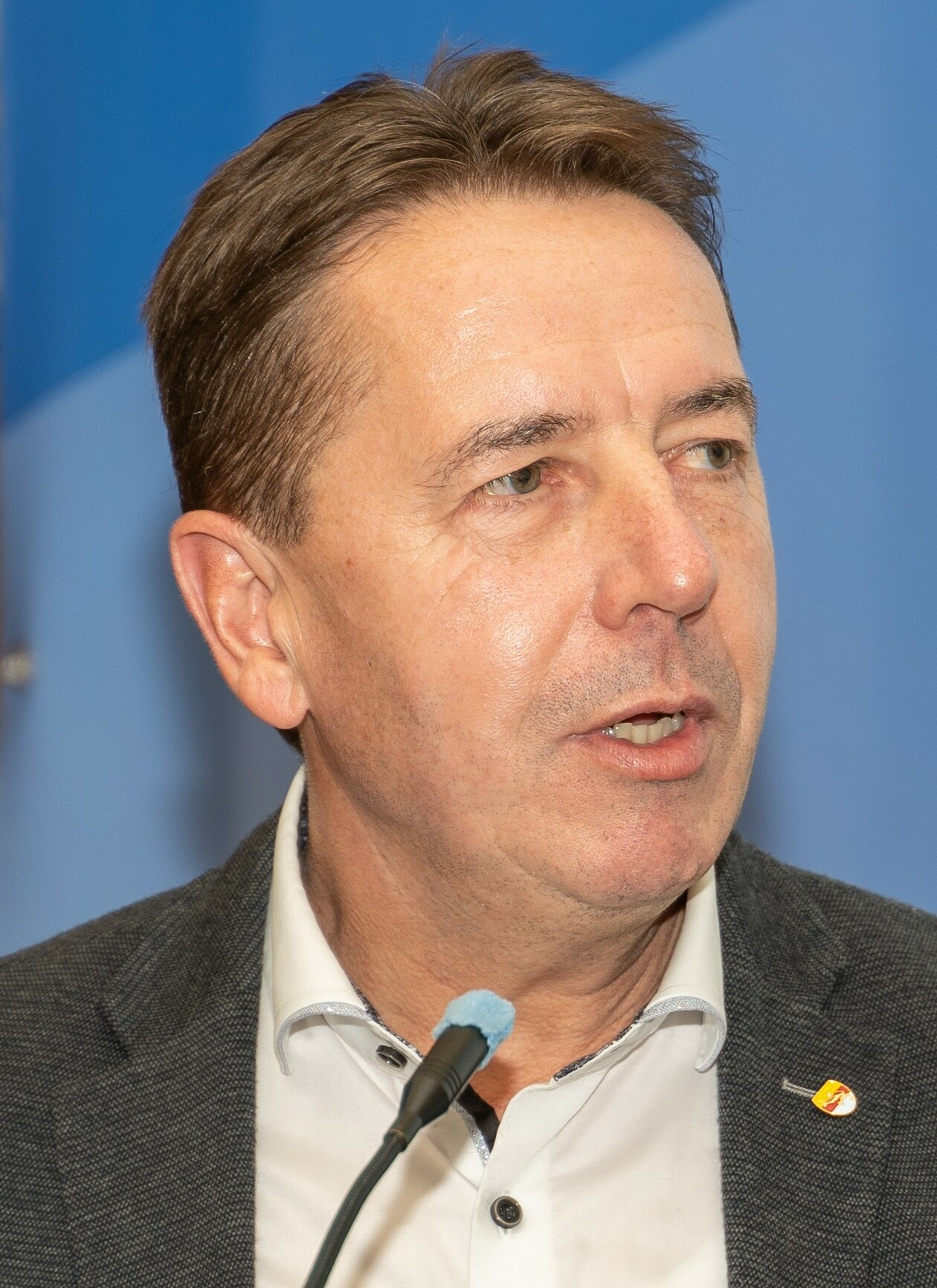
Erwin Angerer (FPÖ)
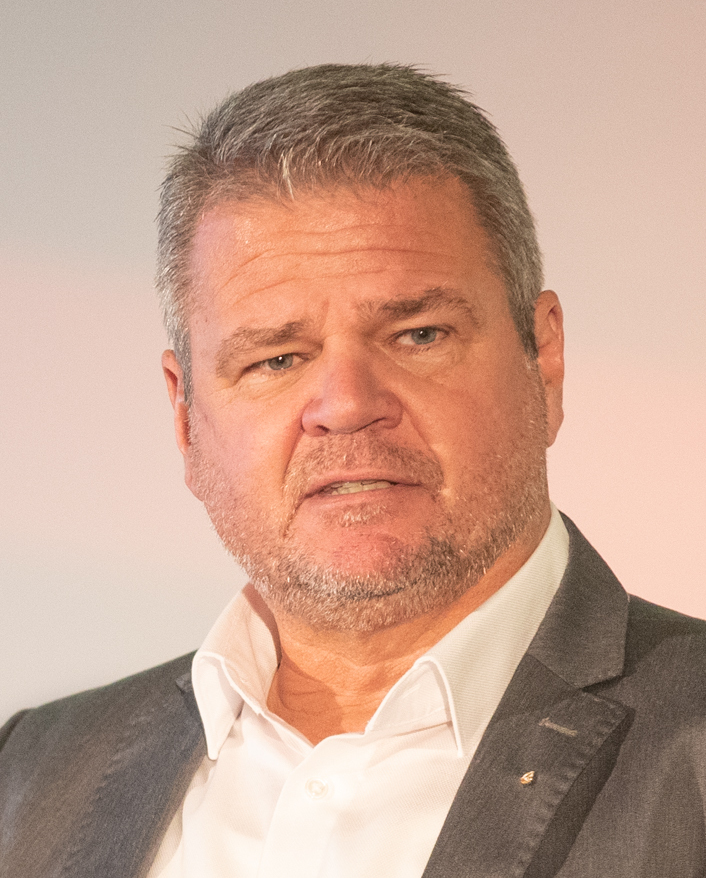
Gerhard Köfer (Team Kärnten)
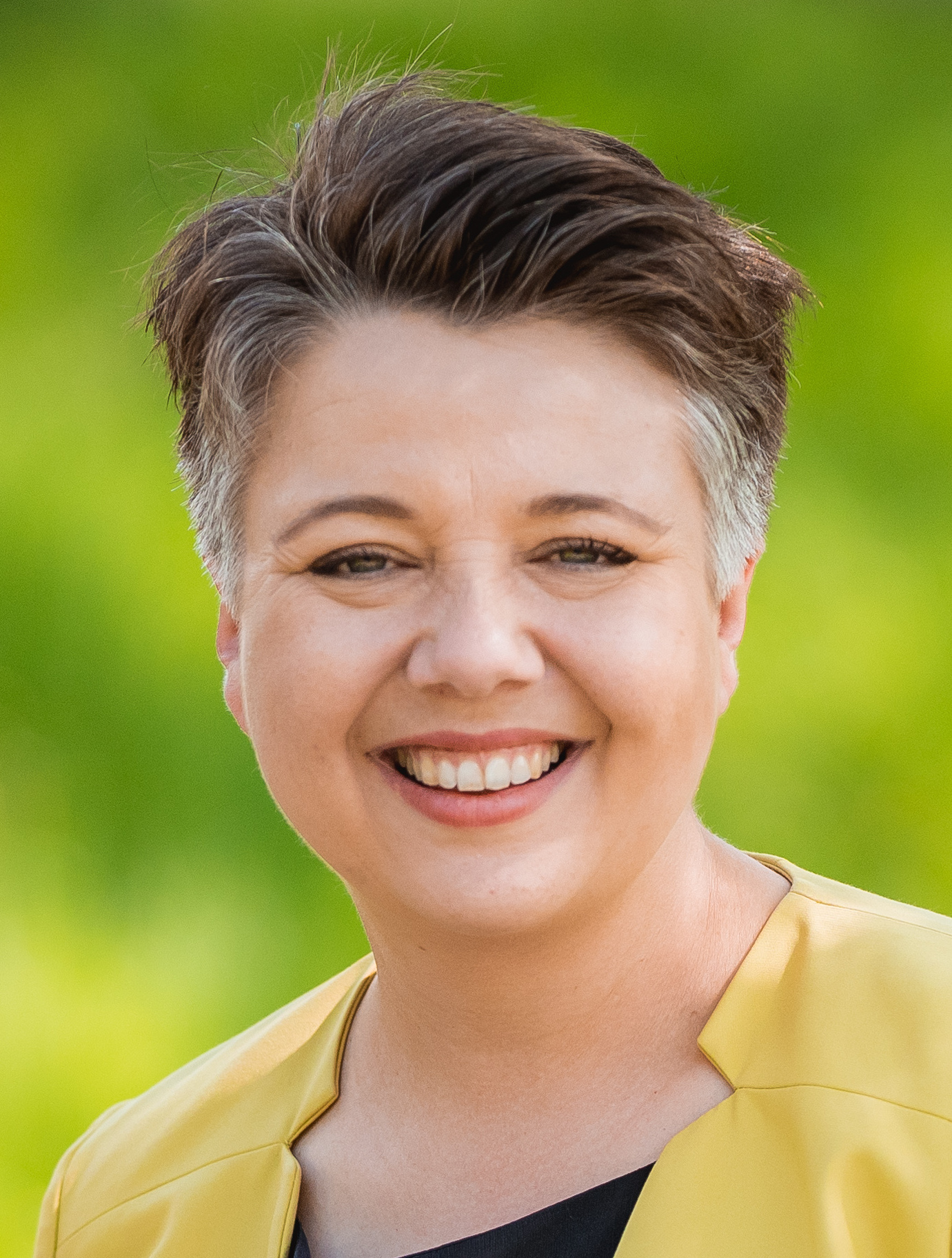
Olga Voglauer (GRÜNE)
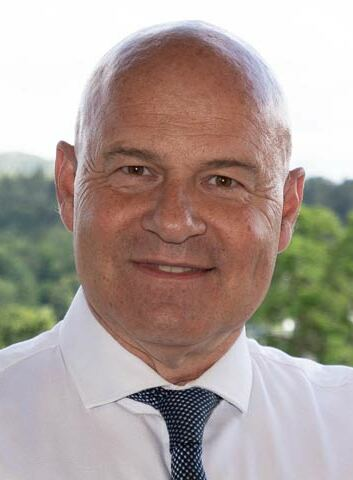
Alexander Todor-Kostic (Vision Österreich)

## Sonntagsfrage
Im Folgenden sind bekannte Umfragewerte sowie die zugehörigen Befragungsdaten aufgeführt:
| Veröffentlichung | Institut/ Auftraggeber        | Befragte | Zeitraum          | Methodik 1 | SPÖ    | FPÖ    | ÖVP    | TK     | GRÜNE | NEOS  | ERDE  | MFG  | VÖ   | Sonst. |
| --- | ----------------------------- | -------- | ----------------- | ---------- | ------ | ------ | ------ | ------ | ----- | ----- | ----- | ---- | ---- | ------ |
| 05.03.2023 | Landtagswahl                  | —        | —                 | —          | 38,9 % | 24,5 % | 17,0 % | 10,1 % | 3,9 % | 2,6 % | —     | —    | 2,4  | 0,6 %  |
| 23.02.2023 | Market-Lazarsfeld/ Österreich | 860      | 20.–22.02.2023    | O          | 42 %   | 26 %   | 10 %   | 12 %   | 4 %   | 4 %   | —     | —    | —    | 2 %    |
| 19.02.2023 | Peter Hajek/ Kleine Zeitung   | 400+400  | 13.–17.02.2023    | T+O        | 43 %   | 23 %   | 11 %   | 13 %   | 4 %   | 4 %   | —     | —    | 2 %  | 0 %    |
| 15.02.2023 | IFDD/ Kronen Zeitung          | 500      | 17.01.–11.02.2023 | O          | 46 %   | 23 %   | 10 %   | 11 %   | 5 %   | 3 %   | —     | —    | 1 %  | 1 %    |
| 02.09.2022 | 2-morrow+Telemark/ 5 min      | 600      | 18.07.–16.08.2022 | T+O        | 42 %   | 20 %   | 11 %   | 10 %   | 8 %   | 4 %   | —     | —    | 5 %  | —      |
| 06.03.2022 | Peter Hajek/ Kleine Zeitung   | 400+400  | 28.02.–03.03.2022 | T+O        | 48 %   | 15 %   | 13 %   | 7 %    | 4 %   | 3 %   | 2 %   | 7 %  | —    | 1 %    |
| 04.03.2018 | Landtagswahl                  | —        | —                 | —          | 47,9 % | 23,0 % | 15,5 % | 5,7 %  | 3,1 % | 2,1 % | 1,9 % | n.k. | n.k. | 0,9 %  |
| 1 laut den VdMI-Qualitätsrichtlinien sind reine Online-Befragungen für Sonntagsfragen nicht geeignet. T = Telefonisch, O = Online, P = Persönlich |                               |          |                   |            |        |        |        |        |       |       |       |      |      |        |

## Ergebnis

Stimmenstärkste Parteien nach Gemeinden

Die SPÖ verlor mit 9 Prozentpunkten stärker als erwartet, während die ÖVP erheblich besser abschnitt, als in Umfragen vorhergesagt. Die zweitplatzierte FPÖ verzeichnete leichte Zuwächse, ebenso die drittplatzierte ÖVP. Das Team Kärnten erzielte mit 4,4 Prozentpunkten den größten Zuwachs und erreichte 10,1 %. Grüne, NEOS und alle anderen angetretenen Parteien scheiterten an der 5-Prozent-Hürde.
Die Wahlbeteiligung stieg nach einem Allzeittief von 68,63 % bei der vorangegangenen Landtagswahl auf 71,67 %.
|                                              | Ergebnis 2023 | Ergebnis 2023 | Ergebnis 2023 | Ergebnis 2018 | Ergebnis 2018 | Ergebnis 2018 | Differenz | Differenz | Differenz |
| Stimmen                                      | %             | Sitze         | Stimmen       | %             | Sitze         | Stimmen       | %-Punkte  | Sitze     |           |
| -------------------------------------------- | ------------- | ------------- | ------------- | ------------- | ------------- | ------------- | --------- | --------- | --------- |
| Wahlberechtigte                              | 428.929       |               |               | 434.121       |               |               | −5.192    |           |           |
| Wähler                                       | 307.434       | 71,67         |               | 297.921       | 68,63         |               | +9.513    | +3,05     |           |
| Gültige Stimmen                              | 302.970       | 98,55         |               | 294.092       | 98,71         |               | +8.878    | −0,17     |           |
| Partei                                       |               |               |               |               |               |               |           |           |           |
| Sozialdemokratische Partei Österreichs (SPÖ) | 117.962       | 38,94         | 15            | 140.994       | 47,94         | 18            | −23.032   | −9,01     | −3        |
| Freiheitliche Partei Österreichs (FPÖ)       | 74.329        | 24,53         | 9             | 67.538        | 22,96         | 9             | +6.791    | +1,57     | ± 0       |
| Österreichische Volkspartei (ÖVP)            | 51.637        | 17,04         | 7             | 45.438        | 15,45         | 6             | +6.199    | +1,59     | +1        |
| Team Kärnten (KÖFER)                         | 30.549        | 10,08         | 5             | 16.667        | 5,67          | 3             | +13.882   | +4,42     | +2        |
| Die Grünen – Die Grüne Alternative (GRÜNE)   | 11.676        | 3,85          | 0             | 9.188         | 3,12          | 0             | +2.488    | +0,73     | ±0        |
| NEOS                                         | 7.840         | 2,59          | 0             | 6.307         | 2,14          | 0             | +1.533    | +0,44     | ±0        |
| Vision Österreich (VÖ)                       | 7.191         | 2,37          | 0             | –             | –             | –             | +7.191    | +2,37     | ±0        |
| Bündnis für Kärnten (BFK)                    | 1.270         | 0,42          | 0             | 1.075         | 0,37          | 0             | +195      | +0,05     | ±0        |
| Kommunistische Partei Österreichs (KPÖ)      | 349           | 0,12          | 0             | 822           | 0,28          | 0             | −473      | −0,16     | ±0        |
| Liste Stark                                  | 167           | 0,06          | 0             | –             | –             | –             | +167      | +0,06     | ±0        |
| Verantwortung Erde (ERDE)                    | –             | –             | –             | 5.441         | 1,85          | 0             | −5.441    | −1,85     | ±0        |
| F.A.I.R.                                     | –             | –             | –             | 622           | 0,21          | 0             | −622      | −0,21     | ±0        |

## Folgen
Nach Gesprächen zwischen den vier Parteien kamen SPÖ und ÖVP schließlich überein, die Koalition fortzusetzen. Peter Kaiser wurde erneut zum Landeshauptmann gewählt. In der neuen Regierung konnte die ÖVP die Position des 2. Landeshauptmann-Stellvertreters besetzen (Martin Gruber).